# 국제 연구형 대학 연합
국제 연구형 대학 연합(國際硏究型大學聯合, 영어: International Alliance of Research Universities, IARU)은 2006년 1월 10개의 국제 연구형 대학(연구중심대학)들의 협동 네트워크로 출범하였다. 출범시에 총장들은 호주국립대학교 부총장 이안 처브를 2006-2009년의 회장으로 선출하였다. 그의 후임은 현재의 회장인 싱가포르 국립대학교의 교수 탄 초르 추안으로 그의 임기는 2009년에서 2011년까지이다.

## 구성 대학
- 호주국립대학교
- 케임브리지 대학교
- 옥스퍼드 대학교
- 캘리포니아 대학교 버클리
- 예일 대학교
- 베이징 대학교
- 싱가포르 국립대학교
- 도쿄 대학교
- 코펜하겐 대학교
- 취리히 연방 공과대학교